# Joseph Justus Scaliger
Joseph Justus Scaliger ou, também em português, José Justo Escalígero (em italiano: Giuseppe Giusto Scaligero; Agen, 5 de agosto de 1540 — Leiden, 21 de janeiro de 1609) foi um historiador, filólogo, antiquário e erudito francês, conhecido principalmente por seus estudos na área da filologia clássica e da cronologia histórica.

## Biografia

### Juventude
Scaliger nasceu em Agen, décimo filho e terceiro filho do estudioso italiano Julius Caesar Scaliger e Andiette de Roques Lobejac. Aos doze anos foi enviado com dois irmãos mais novos para o Colégio de Guienne em Bordéus, então sob a direção de Jean Gelida. Um surto de peste em 1555 fez com que os meninos voltassem para casa e, nos anos seguintes, Joseph foi o companheiro e amanuense constante de seu pai.
A composição em versos latinos foi a principal diversão de seu pai Júlio em seus últimos anos, e ele ditava diariamente para seu filho entre oitenta e cem versos, e às vezes até mais. Joseph também era obrigado a escrever um tema ou declamação em latim todos os dias, embora em outros aspectos ele pareça ter sido deixado por sua própria conta. Ele aprendeu com seu pai a ser não apenas um estudioso, mas também um observador perspicaz, visando mais à crítica histórica do que à correção de textos.

### Universidade e viagens
Após a morte de seu pai, ele passou quatro anos na Universidade de Paris, onde começou a estudar grego com Adrien Turnèbe. Mas depois de dois meses ele descobriu que não estava em posição de lucrar com as palestras do maior estudioso grego da época. Ele leu Homero em 21 dias e depois examinou todos os outros poetas, oradores e historiadores gregos, formando uma gramática para si mesmo à medida que avançava. Do grego, por sugestão de Guillaume Postel, ele passou a estudar o hebraico e depois o árabe; de ambos ele adquiriu um conhecimento respeitável.
Seu professor mais importante foi Jean Dorat. Ele foi capaz não só de transmitir conhecimentos, mas também de despertar entusiasmo em Scaliger. Foi a Dorat que Scaliger deveu sua casa pelos próximos trinta anos de sua vida, pois em 1563 o professor o recomendou a Louis de Chastaigner, o jovem senhor de La Roche-Posay, como um companheiro em suas viagens. Uma grande amizade surgiu entre os dois jovens, que permaneceu ininterrupta até a morte de Luís em 1595. Os primeiros viajantes foram a Roma. Aqui eles encontraram Marc Antoine Muret, que, quando em Bordeaux e Toulouse, tinha sido um grande favorito e visitante ocasional de Júlio César Scaliger em Agen. Muret logo reconheceu os méritos do jovem Scaliger e o apresentou a muitos contatos que valem a pena conhecer.
Depois de visitar grande parte da Itália, os viajantes seguiram para a Inglaterra e a Escócia, passando pelo que parecia La Roche-Posay em seu caminho. Scaliger formou uma opinião desfavorável dos ingleses. A disposição desumana e o tratamento inóspito deles para com os estrangeiros causaram nele uma impressão negativa. Ele também ficou desapontado ao encontrar apenas alguns manuscritos gregos e poucos homens eruditos. Foi só um período muito posterior que ele se tornou íntimo de Richard Thomson e outros ingleses. No curso de suas viagens, ele se tornou um protestante.

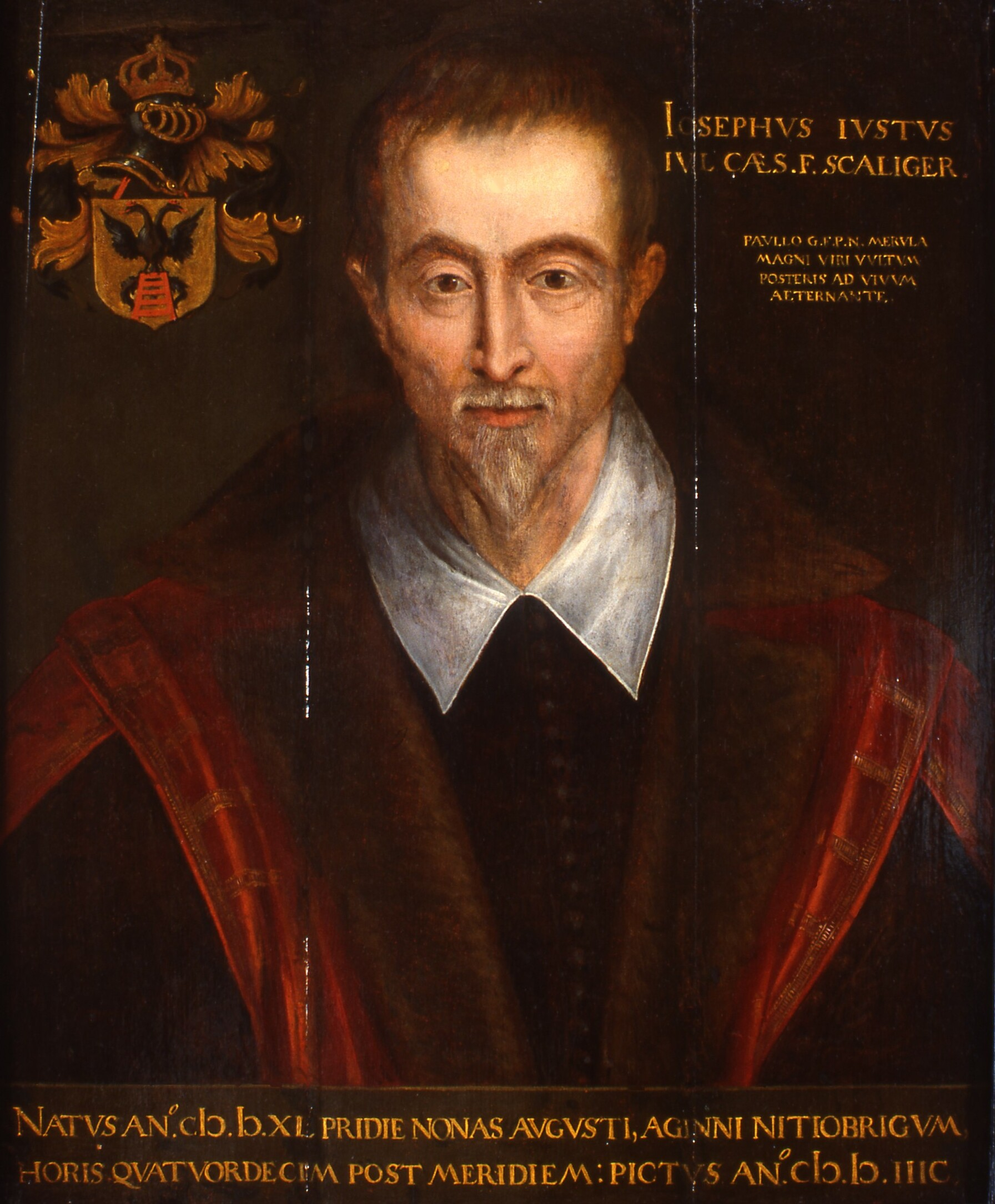
Josephus Justus Scaliger, pintado por Paullus Merula, 3º bibliotecário da Universidade de Leiden, 1597.

### França, Genebra e França
Em seu retorno à França, ele passou três anos com os Chastaigners, acompanhando-os aos seus diferentes castelos em Poitou, conforme os apelos da guerra civil exigiam. Em 1570, ele aceitou o convite de Jacques Cujas e seguiu para Valence para estudar jurisprudência com o maior jurista vivo. Aqui ele permaneceu três anos, lucrando não apenas com as palestras, mas ainda mais com a biblioteca de Cujas, que ocupava nada menos que sete ou oito salas e incluía quinhentos manuscritos.
O massacre de São Bartolomeu - ocorrido quando ele estava prestes a acompanhar o bispo de Valence em uma embaixada na Polônia - fez Scaliger fugir, junto com outros huguenotes, para Genebra, onde foi nomeado professor da academia. Ele lecionou sobre o Organon de Aristóteles e o De Finibus de Cícero para muita satisfação para os alunos, mas ele mesmo não gostou. Ele odiava dar palestras e ficava entediado com as importunações dos pregadores fanáticos; e em 1574 ele retornou à França e fez sua casa pelos próximos vinte anos com Chastaigner.
De sua vida durante este período, temos detalhes e notas interessantes nas Lettres françaises inédites de Joseph Scaliger, editadas por Tamizey de Larroque (Agen, 1881). Movendo-se constantemente por Poitou e Limousin, conforme as exigências da guerra civil exigiam, ocasionalmente tomando sua vez como guarda, pelo menos em uma ocasião arrastando um pique em uma expedição contra os Leaguers, sem acesso a bibliotecas, e freqüentemente até mesmo separados de seus próprios livros, sua vida durante esse período parece inadequada para o estudo. Ele tinha, no entanto, o que tão poucos estudiosos contemporâneos possuíam - lazer e liberdade de preocupações financeiras.

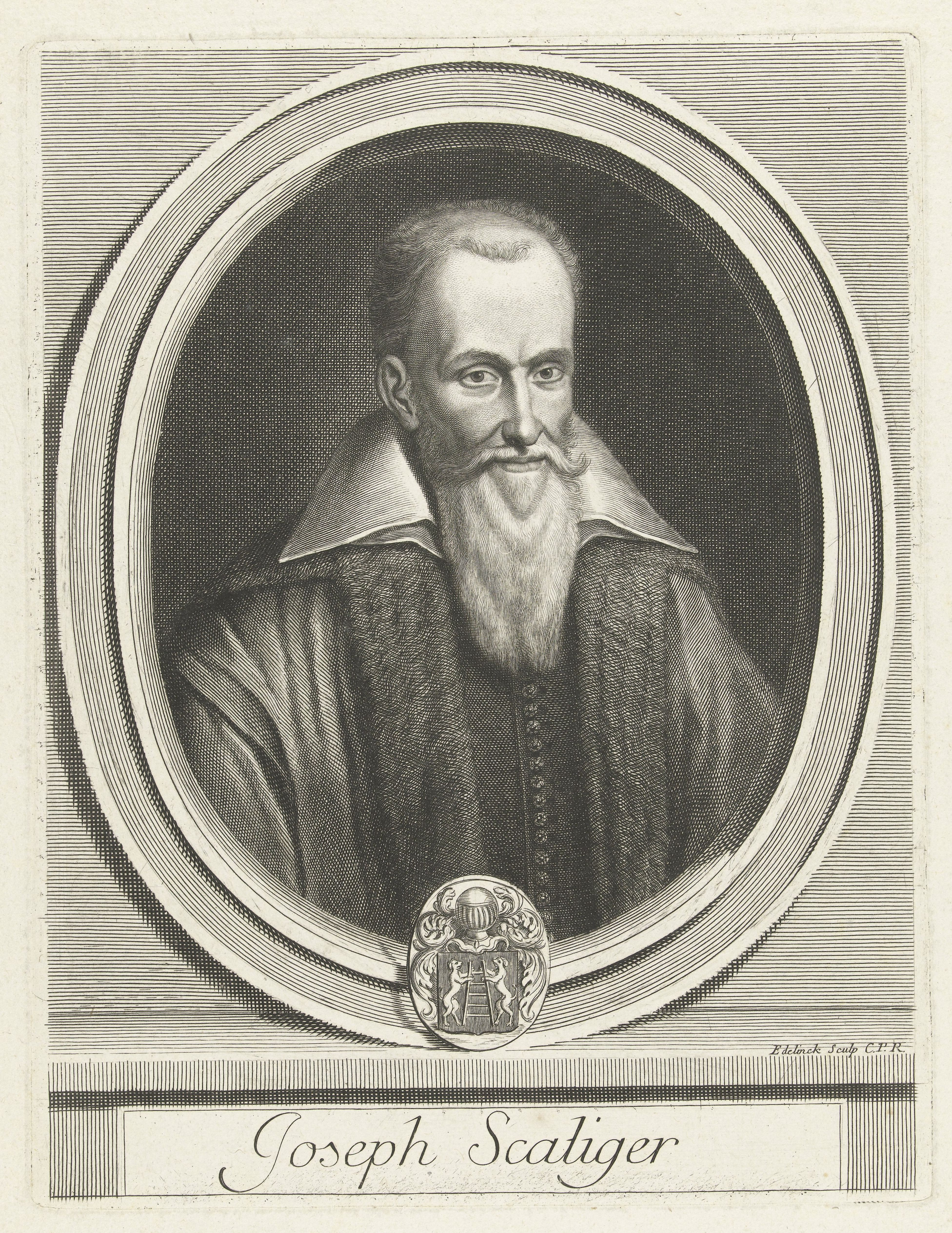
Scaliger, impressão de Gérard Edelinck (final do século XVIII)

### Produção acadêmica
Foi durante este período de sua vida que compôs e publicou seus livros de crítica histórica. Suas edições da Catalecta (1575), Festus (1575), de Catullus, Tibullus e Propertius (1577), são o trabalho de um homem determinado a descobrir o real significado e força de seu autor. Ele foi o primeiro a estabelecer e aplicar regras sólidas de crítica e emendas, e a mudar a crítica textual de uma série de suposições aleatórias em um "procedimento racional sujeito a leis fixas" (Mark Pattison).
Mas essas obras, embora provassem o direito de Scaliger ao lugar de destaque entre seus contemporâneos como estudioso e crítico latino, não iam além da mera erudição. Foi reservado para sua edição de Manilius (1579), e seu De emendatione temporum (1583), para revolucionar as idéias percebidas da cronologia antiga - para mostrar que a história antiga não se limita àquela dos gregos e romanos, mas também compreende a de os persas, os babilônios e os egípcios, até então negligenciados, e os judeus, até então tratado como uma coisa à parte; e que as narrativas históricas e fragmentos de cada um deles, e seus vários sistemas de cronologia, devem ser comparados criticamente. Foi essa inovação que distinguiu Scaliger dos estudiosos contemporâneos. Nem eles nem aqueles que o seguiram parecem ter apreciado sua inovação. Em vez disso, eles valorizaram sua crítica emendatória e sua habilidade em grego. Seu comentário sobre Manilius é na verdade um tratado sobre astronomia antiga e constitui uma introdução ao De emendatione temporum; neste trabalho, Scaliger investiga sistemas antigos de determinação de épocas, calendários e cálculos de tempo. Aplicando o trabalho de Nicolau Copérnico e outros cientistas modernos, ele revela os princípios por trás desses sistemas.
Nos restantes vinte e quatro anos de sua vida, ele expandiu seu trabalho no De emendatione. Ele conseguiu reconstruir a perdida Crônica de Eusébio - um dos documentos antigos mais valiosos, especialmente valioso para a cronologia antiga. Ele o imprimiu em 1606 em seu Thesaurus temporum, no qual coletou, restaurou e organizou todas as relíquias cronológicas existentes em grego ou latim.

### Holanda
Quando em 1590 Justus Lipsius se aposentou da Universidade de Leiden, a universidade e seus protetores, os Estados Gerais da Holanda e o príncipe de Orange, resolveram nomear Scaliger seu sucessor. Ele recusou; ele odiava dar palestras, e havia aqueles entre seus amigos que erroneamente acreditavam que com o sucesso de Henrique IV o aprendizado floresceria e o protestantismo não seria barreira para seu avanço. O convite foi renovado da maneira mais lisonjeira um ano depois; o convite afirmava que Scaliger não seria obrigado a lecionar, e que a universidade desejava apenas sua presença, enquanto ele poderia dispor de seu próprio tempo em todos os aspectos. Esta oferta Scaliger aceita provisoriamente. Em meados de 1593, ele partiu para a Holanda, onde passaria os dezesseis anos restantes de sua vida, nunca retornando à França. Sua recepção em Leiden foi tudo o que ele poderia desejar. Ele recebeu uma renda considerável; ele foi tratado com a mais alta consideração. Sua suposta posição como príncipe de Verona (uma questão delicada para os Scaligeri; veja abaixo) foi reconhecida. Leiden entre Haia e Amsterdã, Scaliger pôde desfrutar, além do círculo erudito de Leiden, das vantagens da melhor sociedade de ambas as capitais. Pois Scaliger não foi um eremita enterrado entre seus livros; ele gostava de relações sociais e era um bom conversador.
Durante os primeiros sete anos de sua residência em Leiden, sua reputação estava no auge. Seu julgamento literário foi inquestionável. De seu trono em Leiden, ele governou o mundo erudito; uma palavra dele poderia fazer ou estragar uma reputação crescente, e ele estava cercado por jovens ansiosos para ouvir e lucrar com sua conversa. Ele encorajou Grotius quando era apenas um jovem de dezesseis anos a editar Capella. Com a morte prematura do jovem Douza, ele chorou como o de um filho amado. Daniel Heinsius, a princípio seu aluno favorito, tornou-se seu amigo mais íntimo. 
Ao mesmo tempo, Scaliger havia feito vários inimigos. Ele odiava a ignorância, mas odiava ainda mais meio-aprendizado e, acima de tudo, desonestidade em argumentos ou citações. Ele próprio a alma da honra e da veracidade, ele não tolerava os argumentos falsos e as distorções de fatos daqueles que escreveram para apoiar uma teoria ou para defender uma causa doentia. Seu sarcasmo pungente logo chegou aos ouvidos das pessoas que eram seu objeto, e sua pena não era menos amarga do que sua língua. Ele tinha consciência de seu poder e nem sempre era suficientemente cauteloso ou gentil em seu exercício. Ele também não estava sempre certo. Ele confiava muito em sua memória, que às vezes era traiçoeira. Suas emendas, embora muitas vezes valiosas, às vezes eram absurdas. Às vezes ele entendia mal a ciência astronômica dos antigos, de Copérnico e Tycho Brahe. E ele não era um matemático.

### Scaliger vs. os Jesuítas
Mas seus inimigos não eram apenas aqueles cujos erros ele havia exposto e cuja hostilidade havia despertado pela violência de sua linguagem. Os resultados de seu método de crítica histórica ameaçaram os polêmicos católicos e a autenticidade de muitos dos documentos nos quais se baseavam. Os jesuítas, que aspiravam ser a fonte de todos os estudos e críticas, viam os escritos e a autoridade de Scaliger como uma barreira formidável para suas reivindicações. Muret, na última parte de sua vida, professou a mais estrita ortodoxia, Lipsius havia se reconciliado com a Igreja de Roma, Isaac Casaubon deveria estar vacilando, mas Scaliger era conhecido por ser um protestante irreconciliável. Enquanto sua supremacia intelectual era inquestionável, os protestantes tinham vantagem no aprendizado e na erudição. Seus inimigos, portanto, pretendiam, senão responder às suas críticas ou refutar suas declarações, atacá-lo como homem e destruir sua reputação. Não foi uma tarefa fácil, pois seu caráter moral era absolutamente imaculado.

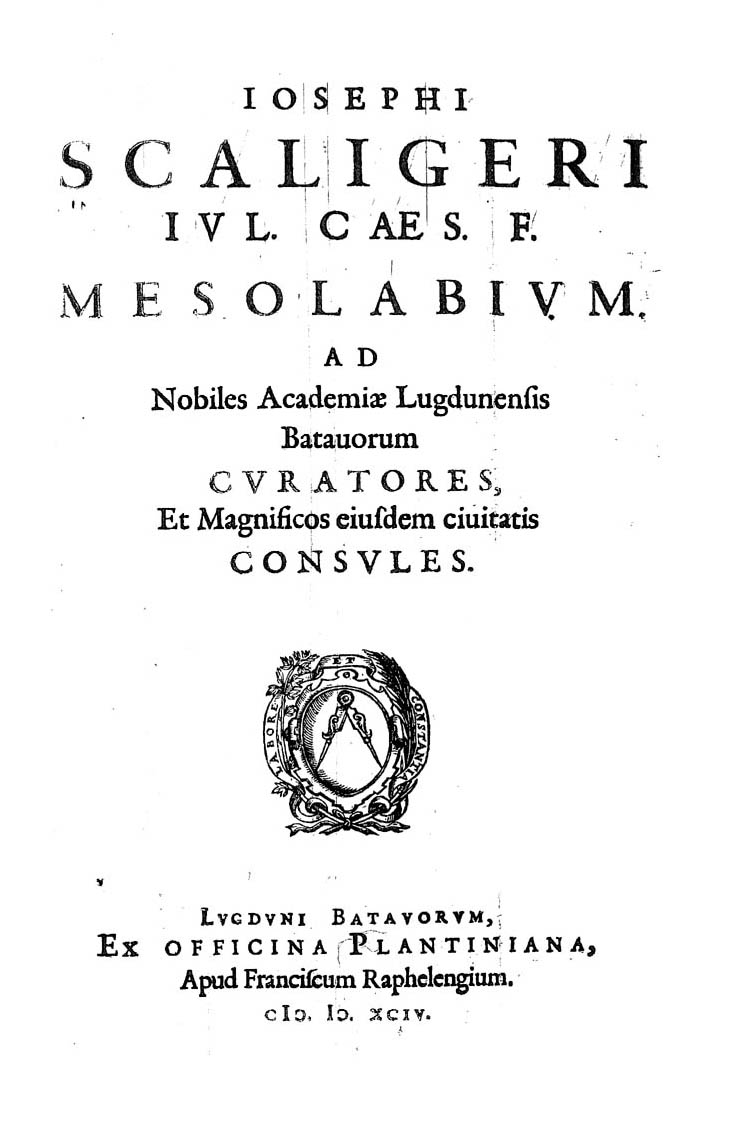
Mesolabium, 1594

### Descendência Veronesa
Depois de vários ataques supostamente pelos jesuítas, em 1607 uma nova tentativa foi feita. Em 1594, Scaliger publicou sua Epístola de vetustate et splendore gentis Scaligerae et JC Scaligeri vita. Em 1601, Gaspar Scioppius, então a serviço dos jesuítas, publicou seu Scaliger Hypobolimaeus ("O suposto Scaliger"), um volume de mais de quatrocentas páginas. O autor pretende apontar quinhentas mentiras na Epistola de vetustatede Scaliger, mas o principal argumento do livro é mostrar a falsidade de suas pretensões de ser da família de La Scala e da narrativa dos primeiros anos de vida de seu pai. "Nenhuma prova mais forte", diz Pattison, "pode ser dada das impressões produzidas por este poderoso filípico, dedicado à difamação de um indivíduo, do que ter sido a fonte da qual a biografia de Scaliger, como está agora em nosso coleções biográficas, fluíram principalmente".
Para Scaliger, a publicação de Scaliger Hypobolimaeus foi esmagadora. Independentemente do que seu pai Júlio tivesse acreditado, José nunca duvidou de si mesmo para ser um príncipe de Verona, e em sua Epístola divulgou tudo o que tinha ouvido de seu pai. Ele escreveu uma resposta a Scioppius, intitulada Confutatio fabulae Burdonum. Na opinião de Pattison, "como uma refutação de Scioppius é a mais completa"; mas certamente há motivos para discordar desse julgamento. Scaliger afirmou que Scioppius cometeu mais erros do que corrigiu, alegando que o livro fazia alegações inverídicas; mas não conseguiu apresentar nenhuma prova da descendência de seu pai da família La Scala ou de qualquer um dos eventos narrados por Júlio antes de sua chegada a Agen. Nem Scaliger tenta refutar o ponto crucial, a saber, que Guilherme, o último príncipe de Verona, não tinha filho Nicolau, que teria sido o alegado avô de Júlio.
Mas, completa ou não, a Confutatio teve pouco sucesso; o ataque atribuído aos jesuítas foi bem-sucedido. Scioppius costumava se gabar de que seu livro matou Scaliger. A Confutatio foi a última obra de Scaliger. Cinco meses depois de seu aparecimento, em 21 de janeiro de 1609, às quatro da manhã, ele morreu em Leiden, nos braços de seu aluno e amigo Heinsius. Em seu testamento, Scaliger legou sua famosa coleção de manuscritos e livros (tous mes livres de langues étrangères, Hebraiques, Syriens, Arabiques, Ethiopiens) para a Biblioteca da Universidade de Leiden.

## Obras (seleção)

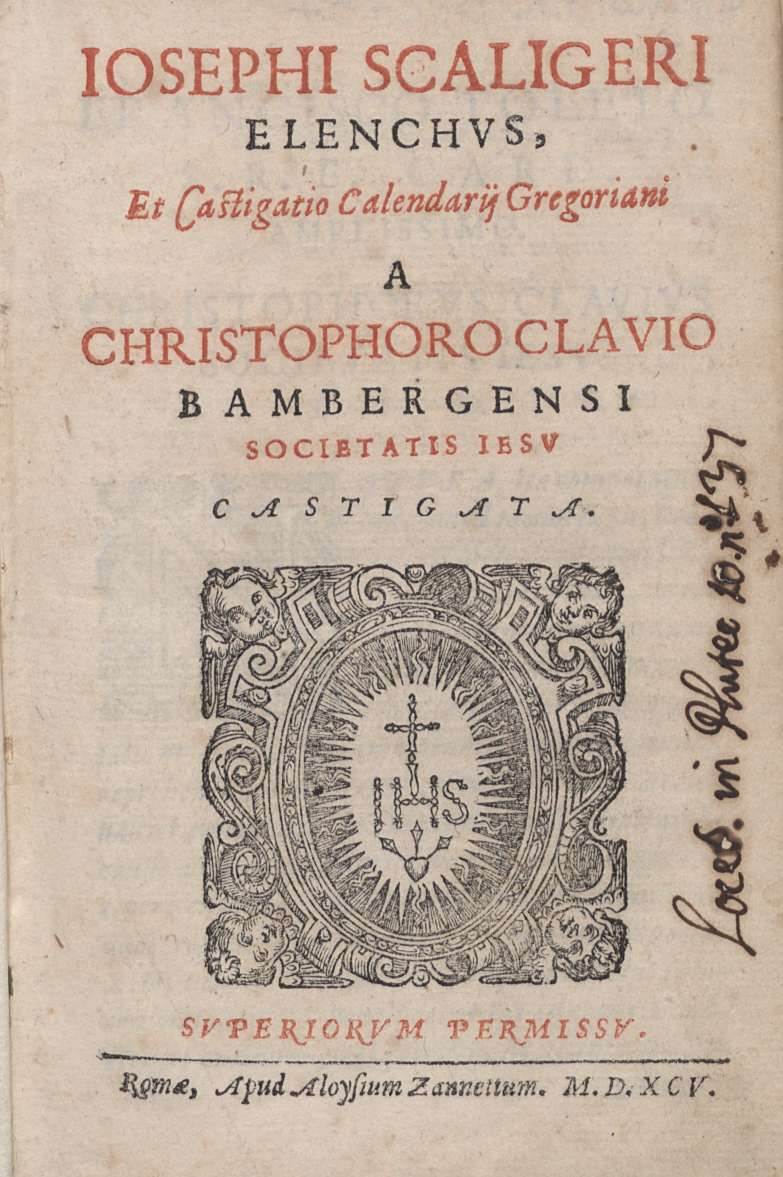
Elenchus et Castigatio calendarij Gregoriani, 1595

- Mesolabium (em latim). Leiden: Franciscus Raphelengius (1.). 1594
- Cyclometrica elementa duo (em latim). Leiden: Franciscus Raphelengius (1.). 1594
- Iosephi Scaligeri Elenchus et Castigatio calendarij Gregoriani (em latim). Roma: Luigi Zanetti. 1595